# Rafael de Nogales

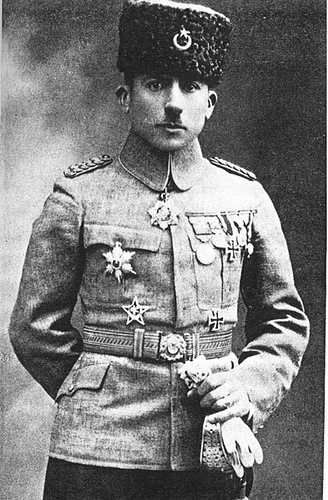
Rafael de Nogales Mendéz als osmanischer Offizier

Rafael de Nogales Méndez (eigtl. Rafael Inchauspe Méndez; * 14. Oktober 1879 in San Cristobal, Táchira; † 10. Juli 1937 in Panama-Stadt) war ein venezolanischer Abenteurer, Söldner und Schriftsteller.

## Leben
Rafael de Nogales wurde in San Cristobal geboren, einer Stadt in den venezolanischen Anden. Väterlicherseits stammte er von dem venezolanischen Freiheitshelden Pedro Luis de Inchauspe, mütterlicherseits von dem Konquistadoren Diego de Méndez ab. In frühen Jahren verließ Nogales sein Heimatland, wurde in Deutschland und Belgien erzogen, wo er die Militärakademie absolvierte. Mit achtzehn Jahren trat er als Leutnant in die spanische Armee ein, nahm am Krieg gegen die Vereinigten Staaten in Kuba teil und erhielt bei Santiago de Cuba seine erste Verwundung. 1901 trat Nogales in die venezolanische Armee ein, musste jedoch, wegen seiner Gegnerschaft zum Präsidenten Castro bald das Land verlassen. Seine Abenteuerlust trieb ihn weit umher, in China geriet er kurz vor Ausbruch des Russisch-Japanischen Krieges (1904/05) in eine Spionageaffäre, ein Jahr später versuchte sich Nogales als Jäger und Fallensteller in Alaska, sowie als Walfänger im Eismeer.
In Arizona trieb er als Cowboy Rinderherden zusammen, in Nevada schürfte er nach Gold. Im revolutionären Mexiko ritt Nogales auf Seiten der Aufständischen, kehrte nach Venezuela zurück, um sich dort am Kampf gegen Präsident Gómez zu beteiligen. Fast zwei Jahre verbrachte er als Rebell gegen die Zentralregierung in den venezolanischen Llanos, einem wilden, unwegsamen Gebiet an der Grenze zu Kolumbien. Mangelhafte Vorbereitungen sowie fehlende Unterstützung führten zum allmählichen Ende der Aufstandsbewegung. In der Karibik wurde Nogales im Herbst 1914 vom Ausbruch des Ersten Weltkrieges überrascht und beschloss, an der Seite Belgiens daran teilzunehmen. Nach vielen vergeblichen Versuchen, standesgemäß in einer der Entente-Armeen unterzukommen, trat Nogales im Dezember 1914 in die Dienste des osmanischen Reiches. In Konstantinopel traf er mit dem türkischen Kriegsminister Enver Pascha und hohen deutsche Offizieren zusammen. Vier Jahre war Rafael de Nogales als türkischer Offizier im Dienst, kämpfte in Mesopotamien und Palästina gegen die alliierten Mächte. Rafael de Nogales kommandierte 1917 den Rückzug einer türkischen Division während des englischen Vormarsches nach Jerusalem. Kurz vor Kriegsende war er auf Grund seiner venezolanischen Staatsangehörigkeit nach Konstantinopel zurückbeordnet worden. Er wurde vom Sultan hoch dekoriert, aber in allen Ehren (um diplomatische Verwicklungen zu vermeiden) als Divisionsgeneral aus der türkischen Armee verabschiedet.
Nach Venezuela konnte Nogales nicht zurückkehren, er reiste durch Zentralamerika, unterstützte die venezolanischen Aufständischen und ließ sich in Kolumbien nieder. Abgeschieden in den Anden, brachte Nogales seine Erlebnisse im Ersten Weltkrieg zu Papier. „Cuatro años bajo la Media Luna“ (dt. Vier Jahre unter dem Halbmond), so lautete der spanische Originaltitel, erschien 1924 in mehrere Sprachen übersetzt, und wurde ein großer publizistischer Erfolg. Mitte der zwanziger Jahre war Nogales in Nicaragua, aktiv unterstützte er die Rebellen und schloss mit dem nicaraguanischen Freiheitskämpfer Sandino Freundschaft. In den dreißiger Jahren führte Nogales seinen Kampf mit der Feder weiter, seine Autobiographie: „Memoirs of a Soldier of Fortune“ erschien 1932 in New York. In Panama beschäftigte er sich mit Umsturzplänen in seiner Heimat Venezuela und bereitete seine Rückkehr vor. Ein Schlaganfall setzte am 10. Juli 1937 dem Leben des 58-jährigen Rafael de Nogales in Panama City ein Ende.